# Mario Oreb
Mario Oreb (1975.), hrvatski vaterpolist. Igra na mjestu desnog napadača.
Sudjelovao na ovim velikim natjecanjima: Sredozemne igre 2001. Igrao za splitski POŠK.